# Техно-Центр
«Техно-Центр» — украинский футбольний клуб из города Рогатин Ивано-Франковской области.

## История
Первым футбольным клубом в Рогатине был «Полония-Стшелец», выступавший в межвоенный период в низших лигах округа Станиславов. В советский период клуб под названиями «Колос», «Роксолана», «Ополье» выступал в чемпионате Ивано-Франковской области.
В 1998 году спонсором клуба стала фирма «Техно-Центр» и команда была переименована в её честь. В том же году команда завоевала серебряные медали областного чемпионата, а на следующий год стала чемпионом области. Также в 1999 году «Техно-Центр» занял второе место в чемпионате Украины среди любителей, уступив в финальном матче овидиопольскому «Днестру» 3:4.
С сезона 2001/2002 до 2004/2005 гг. команда выступала во второй лиге (группа А) чемпионата Украины, а также в матчах за кубок Украины по футболу. Наивысшие достижения на профессиональном уровне — 4 место во второй лиге сезона 2003/04 и выход в 1/16 финала Кубка Украины в сезоне 2004/05.
В 2005 году команда снялась с соревнований перед началом следующего чемпионата Украины. В 2009—2011 годах команду пытались возродить под названием ФК «Рогатин», но она выступала только лишь на уровне первенства района.